# Ursula Funke

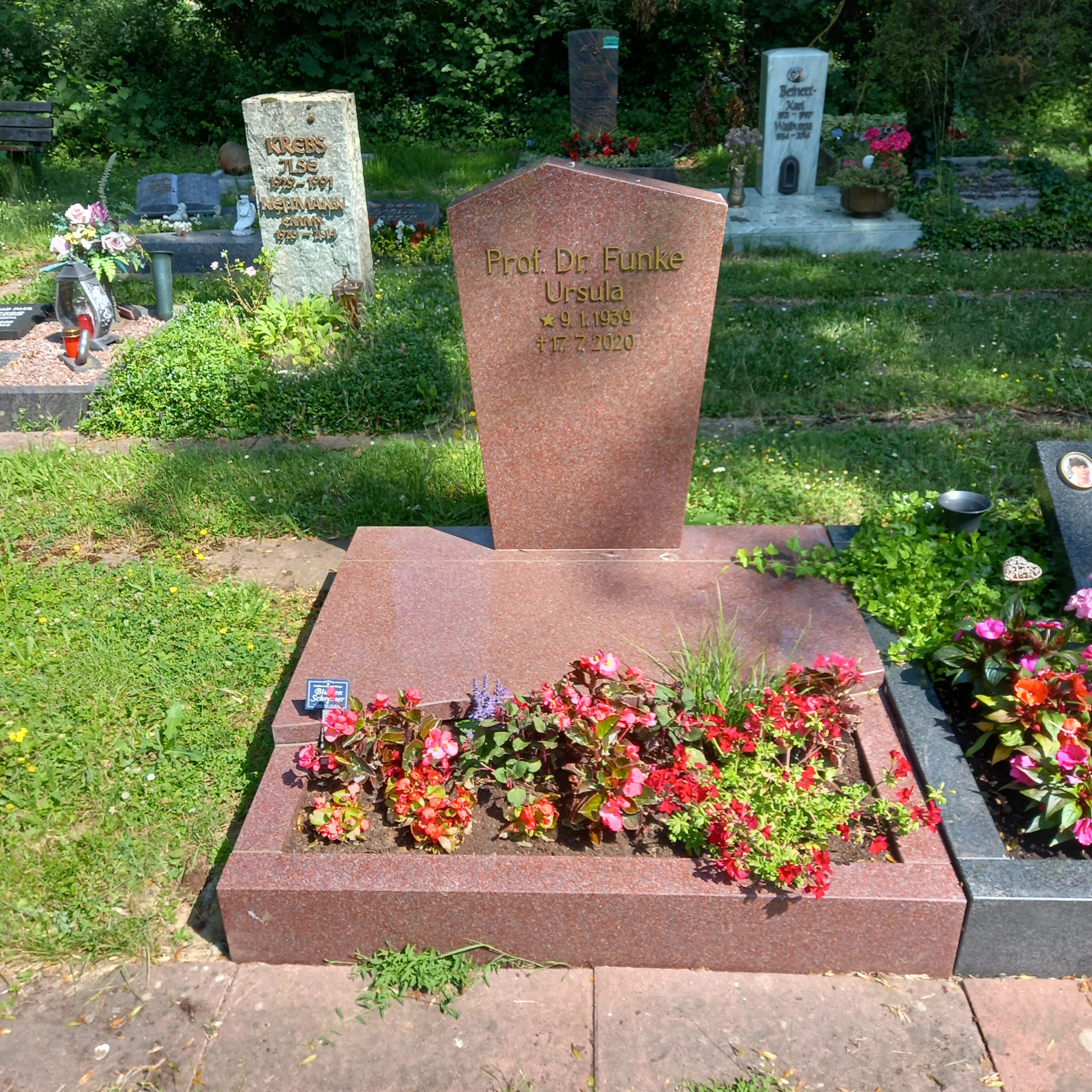
Das Grab von Ursula Funke auf dem Friedhof Höchst in Frankfurt am Main

Ursula Funke (* 9. Januar 1939 in Danzig; † 17. Juli 2020) war eine deutsche Wirtschaftswissenschaftlerin, Hochschullehrerin und Politikerin.

## Leben und Beruf
Nach dem Abitur studierte Funke zunächst Sprachen an den Universitäten in Mainz, London und Paris. Anschließend nahm sie ein Studium der Wirtschaftswissenschaften an den Universitäten in Saarbrücken und Mainz auf, das sie mit der Promotion beendete. Sie arbeitete acht Jahre lang als Dozentin in den Vereinigten Staaten, habilitierte sich und erhielt 1976 einen Lehrstuhl für Betriebswirtschaftslehre an der Fachhochschule Mainz II, den sie bis 2004 innehatte. Danach unterrichtete sie Public Management mit dem Schwerpunkt Stadtmarketing und Wirtschaftsförderung an der Fachhochschule Frankfurt bzw. heutigen Frankfurt University of Applied Sciences.

## Öffentliche Ämter
Funke wurde am 21. Juni 1990 in der Nachfolge von Ursula Hansen als Ministerin für Soziales, Familie und Sport in die von Ministerpräsident Carl-Ludwig Wagner geführte Regierung des Landes Rheinland-Pfalz berufen. Nach der Wahlniederlage der CDU bei den Landtagswahlen 1991 schied sie am 21. Mai 1991 aus der Regierung aus.